# Nyvik
Nyvik är en mindre by i Kyrkås distrikt (Kyrkås socken) i Östersunds kommun, Jämtlands län (Jämtland). Byn ligger vid vägskälet där länsväg Z 742 mot Sjör och Lungre utgår från europaväg 45, cirka 15 kilometer norr om Östersund. Öster om byn finns en sjö som heter Mosjön.